# Hexactinella
Hexactinella är ett släkte av svampdjur. Hexactinella ingår i familjen Tretodictyidae.
Kladogram enligt Catalogue of Life:
| Hexactinella | \| \| Hexactinella carolinensis \| \| \| \| \| \| Hexactinella divergens \| \| \| \| \| \| Hexactinella grimaldii \| \| \| \| \| \| Hexactinella lata \| \| \| \| \| \| Hexactinella lingua \| \| \| \| \| \| Hexactinella minor \| \| \| \| \| \| Hexactinella monticularis \| \| \| \| \| \| Hexactinella rugosa \| \| \| \| \| \| Hexactinella spongiosa \| \| \| \| \| \| Hexactinella ventilabrum \| \| \| \| \| \| Hexactinella vermiculosa \| \| \| \| |
|              | \| \| Hexactinella carolinensis \| \| \| \| \| \| Hexactinella divergens \| \| \| \| \| \| Hexactinella grimaldii \| \| \| \| \| \| Hexactinella lata \| \| \| \| \| \| Hexactinella lingua \| \| \| \| \| \| Hexactinella minor \| \| \| \| \| \| Hexactinella monticularis \| \| \| \| \| \| Hexactinella rugosa \| \| \| \| \| \| Hexactinella spongiosa \| \| \| \| \| \| Hexactinella ventilabrum \| \| \| \| \| \| Hexactinella vermiculosa \| \| \| \| |
|              | Anomochone |
|              | |
|              | Cyrtaulon |
|              | |
|              | Psilocalyx |
|              | |
|              | Sclerothamnopsis |
|              | |
|              | Sclerothamnus |
|              | |
|              | Tretocalyx |
|              | |
|              | Tretodictyum |
|              | |
|              | Hexactinella carolinensis |
|              | |
|              | Hexactinella divergens |
|              | |
|              | Hexactinella grimaldii |
|              | |
|              | Hexactinella lata |
|              | |
|              | Hexactinella lingua |
|              | |
|              | Hexactinella minor |
|              | |
|              | Hexactinella monticularis |
|              | |
|              | Hexactinella rugosa |
|              | |
|              | Hexactinella spongiosa |
|              | |
|              | Hexactinella ventilabrum |
|              | |
|              | Hexactinella vermiculosa |
|              | |

|  | Hexactinella carolinensis |
|  |                           |
|  | Hexactinella divergens    |
|  |                           |
|  | Hexactinella grimaldii    |
|  |                           |
|  | Hexactinella lata         |
|  |                           |
|  | Hexactinella lingua       |
|  |                           |
|  | Hexactinella minor        |
|  |                           |
|  | Hexactinella monticularis |
|  |                           |
|  | Hexactinella rugosa       |
|  |                           |
|  | Hexactinella spongiosa    |
|  |                           |
|  | Hexactinella ventilabrum  |
|  |                           |
|  | Hexactinella vermiculosa  |
|  |                           |